# Fumaria rostellata
Fumaria rostellata là một loài thực vật có hoa trong họ Anh túc. Loài này được Knaf mô tả khoa học đầu tiên năm 1846.